# Caseta de n'Aragó
La Caseta de n'Aragó són les restes d'una barraca de roter que hi ha al cim de la Mola de l'Esclop, a la confluència del termes municipals d'Andratx, Calvià i Estellencs, a la serra de Tramuntana de Mallorca. L'edifici fou el lloc on el 1808 el matemàtic rossellonès Francesc Aragó visqué i realitzà les tasques que li permetrien mesurar l'arc de meridià terrestre entre Catalunya i les illes Balears. Durant l'estada esclatà la guerra del Francès i Aragó hagué de tornar a França. Gràcies a la seva condició de català pogué esquivar la persecució antifrancesa i fogir de l'illa.